# Айлендс (Гонконг)

Айлендс

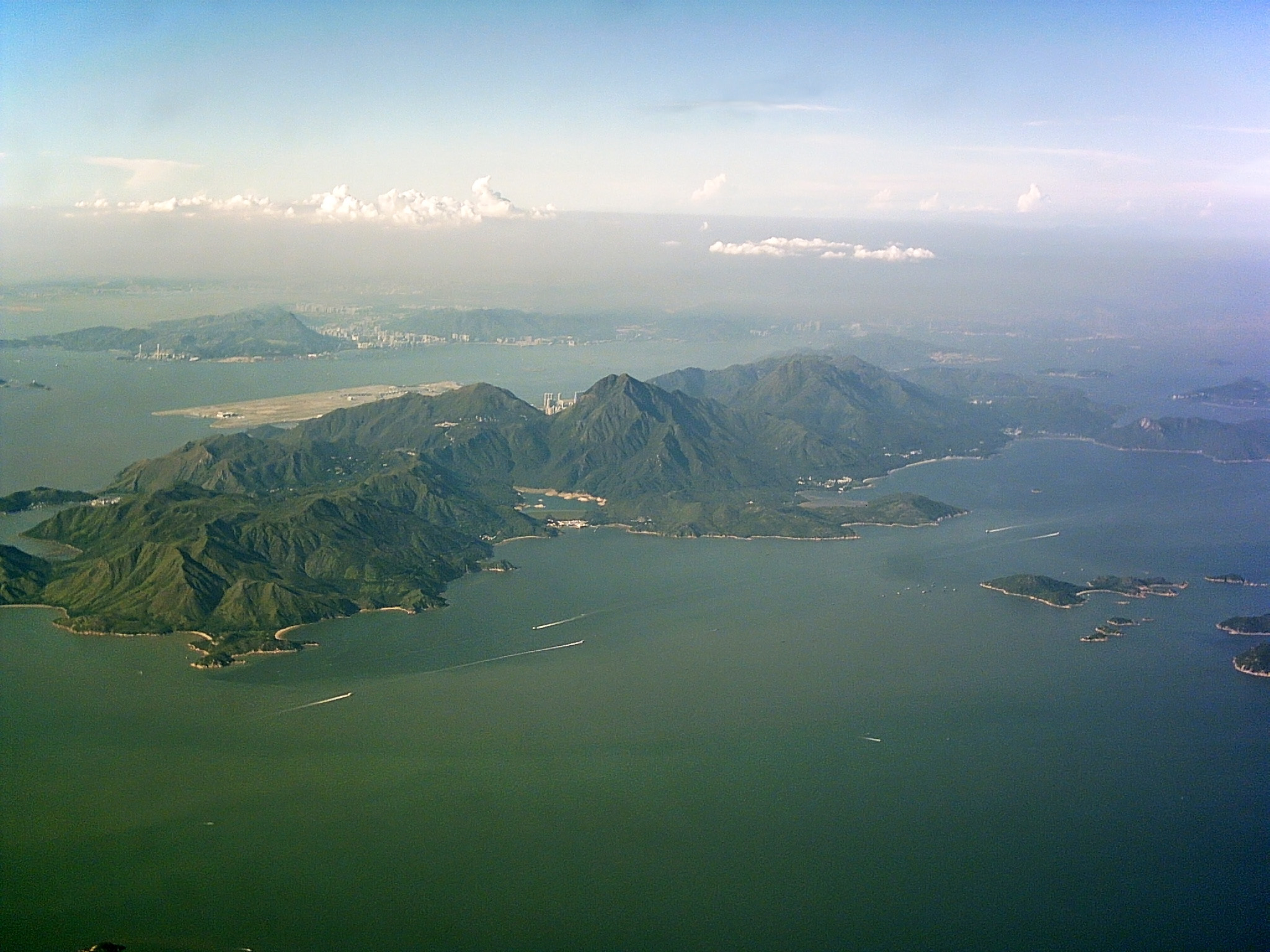
Остров Лантау

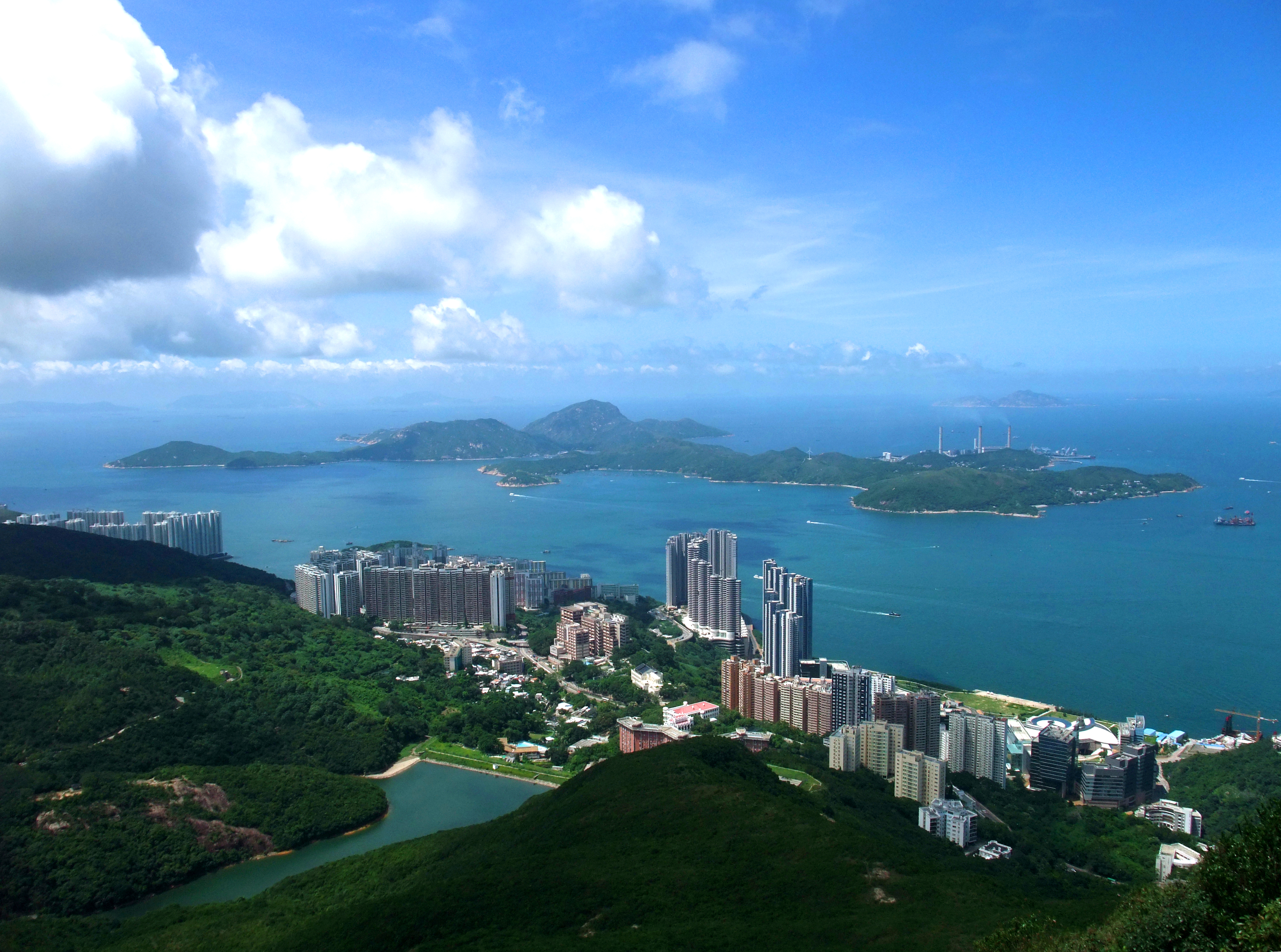
Остров Ламма

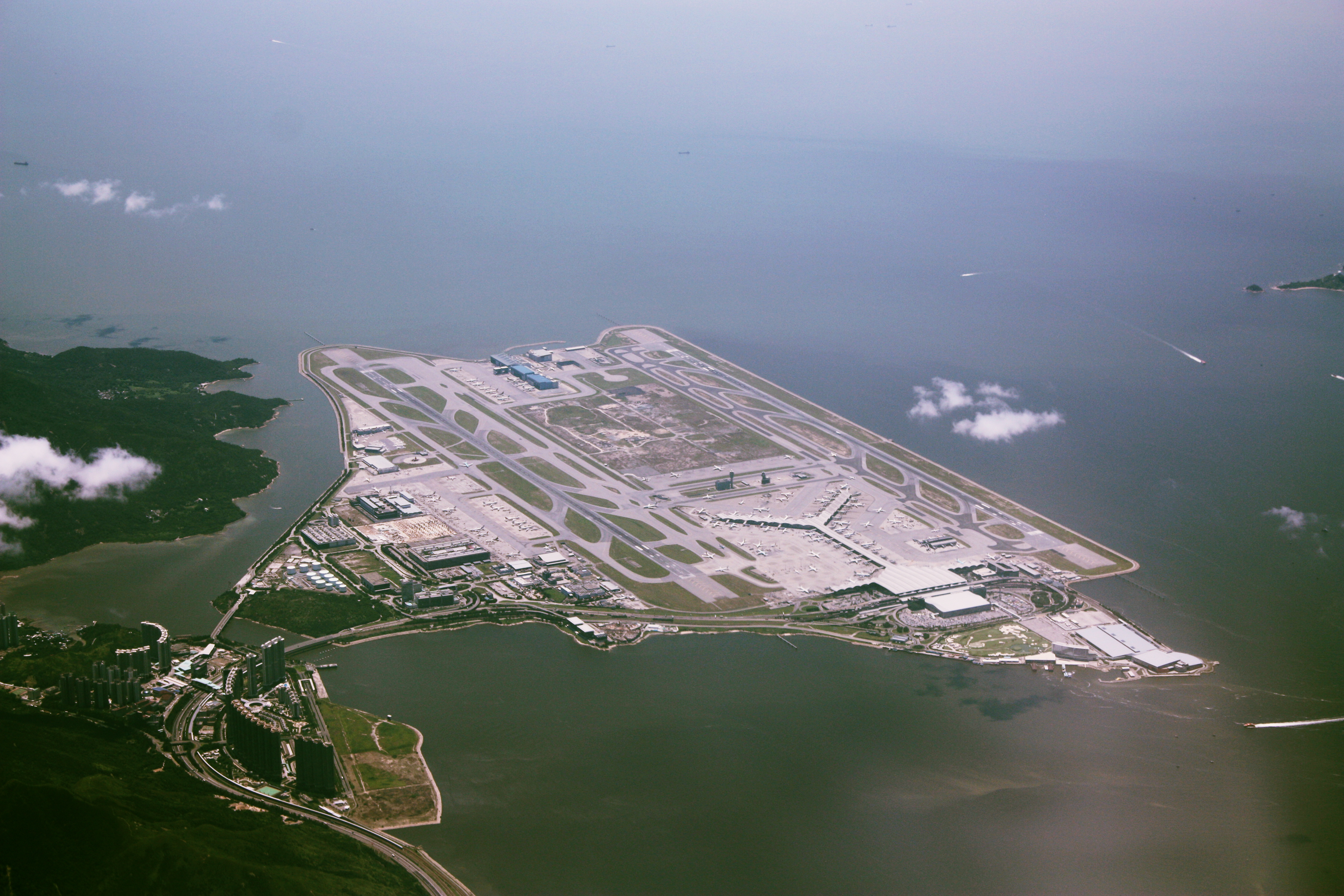
Международный аэропорт Гонконга

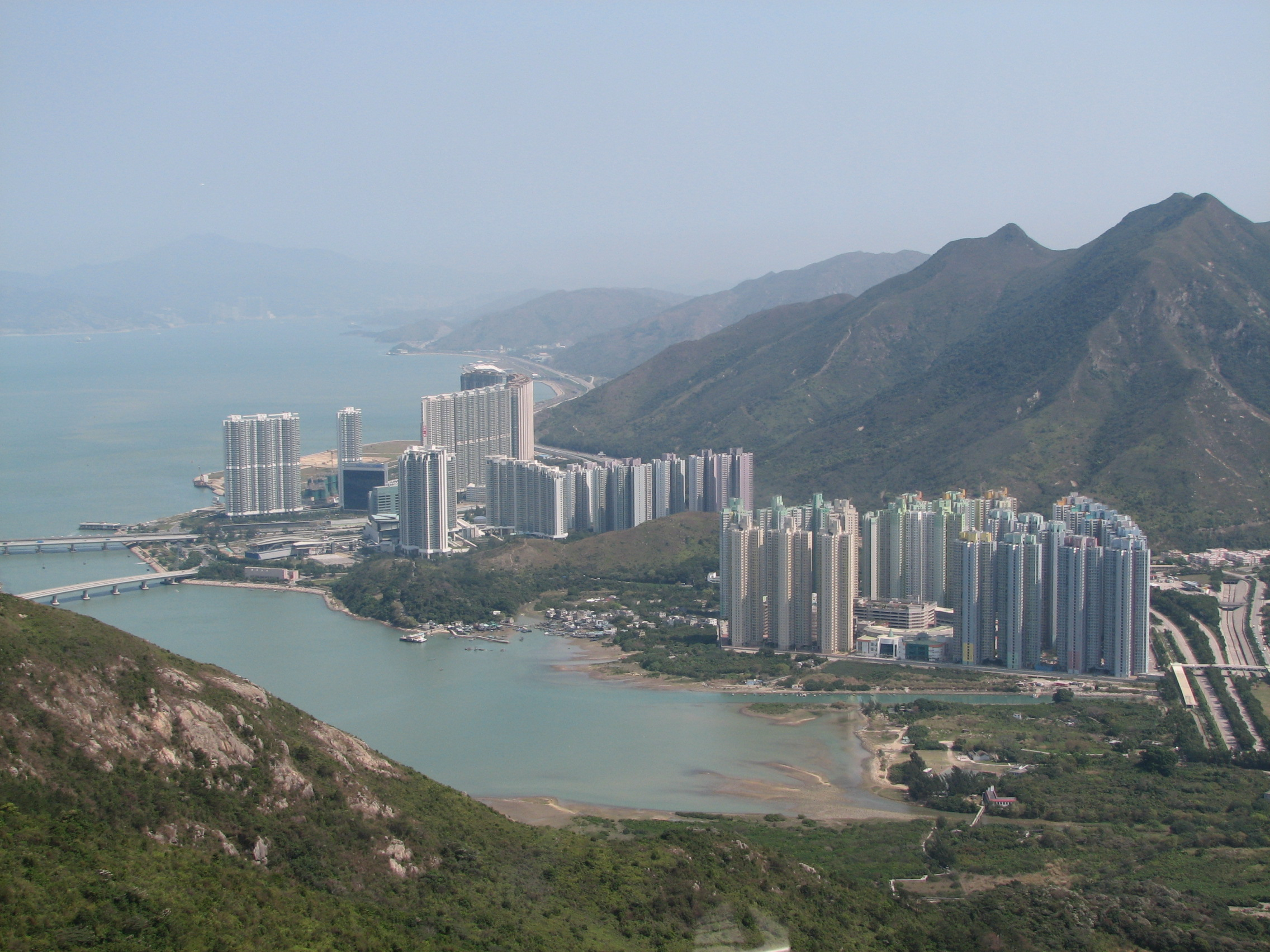
Тунчхун

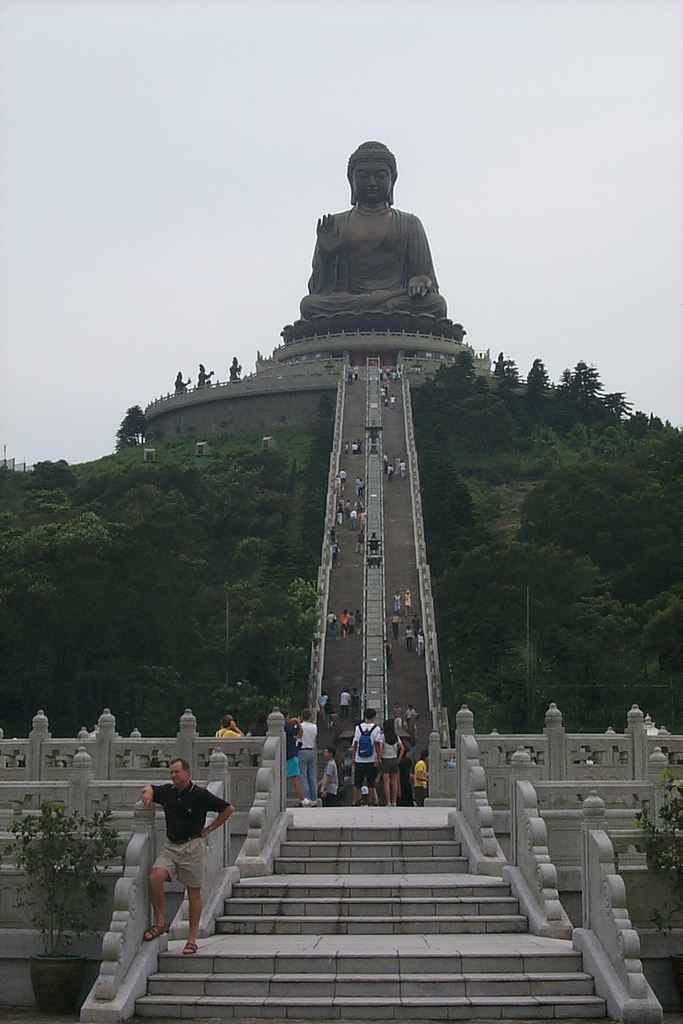
Остров Лантау, статуя Большого Будды

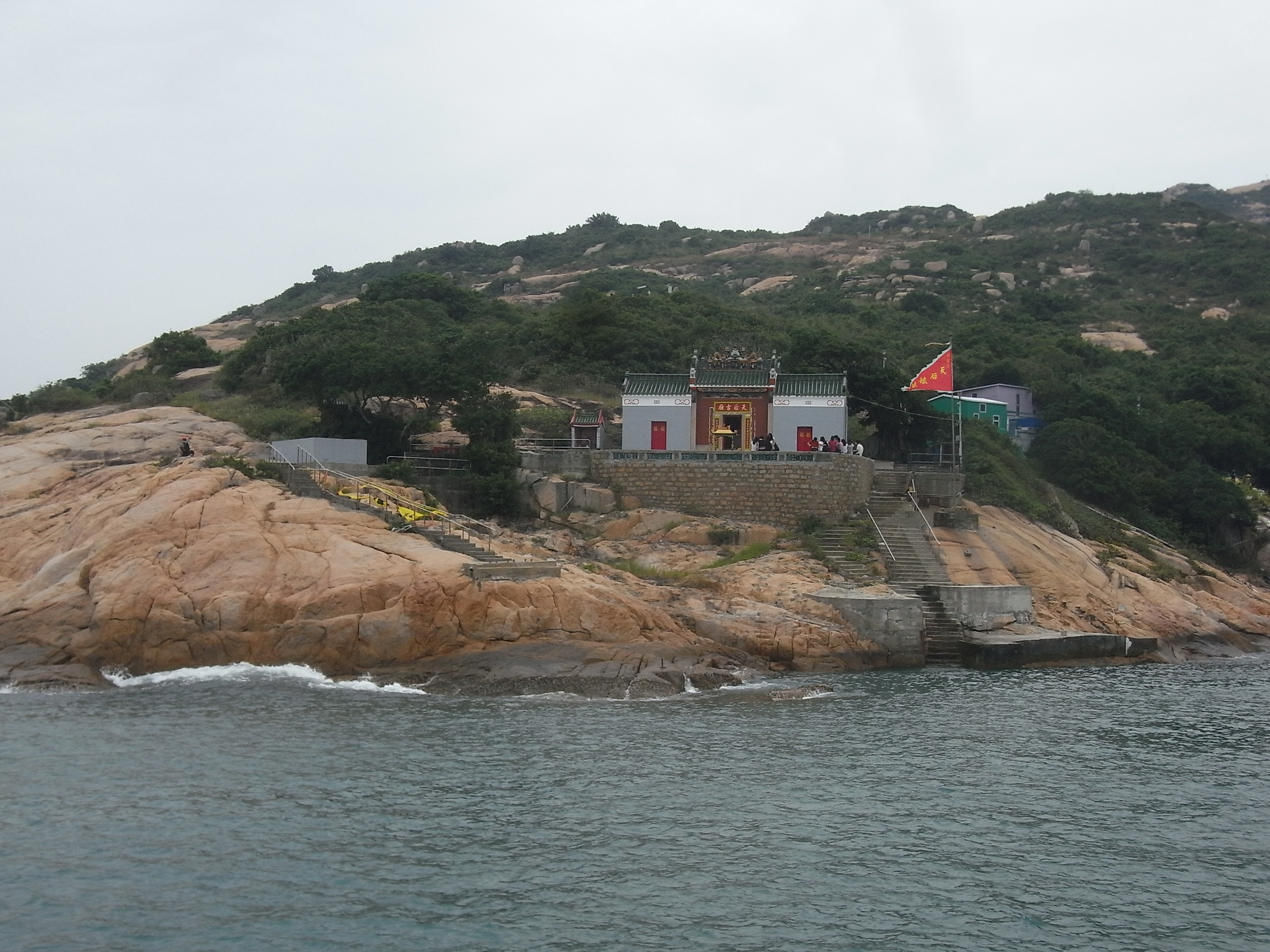
Остров Потой

Айлендс  или  Острова (англ. Islands, кит. трад. 離島區, пиньинь lídǎoqū) — один из 18 округов Гонконга. Расположен в юго-западной и южной части Новых Территорий. Округ Айлендс является крупнейшим по площади (176 км²) и наименее густонаселенным среди всех округов Гонконга. Он включает в свой состав более 20 островов, крупнейшими из которых являются Лантау (Даюйшань или Дахаодао) (за исключением крайней северо-восточной части, относящейся к округу Чхюньвань), Ламма (Пок-Лиу-Чау или Наньядао), Чхёнчау (Чеунг-Чау или Чанчжоу), Пхинчау (Пенг-Чау или Пинчжоу), Пхоутхой (По-Той) и Чхеклапкок (Чек-Лап-Кок).

## История
Ещё в период династии Северная Сун (X—XII века) остров Лантау (в том числе и существующий до ныне городок Тайоу) был крупным производителем соли. В 1197 году солевары с Лантау, недовольные налоговым гнётом, подняли восстание и под предводительством Фан Дэна на время взяли под свой контроль прибрежные воды. В 1270—1280 годах на острова бежали высокопоставленные представители династии Южная Сун, спасавшиеся от преследований монголов. В период династии Мин (XIV—XVII века) прибрежные воды подвергались частым атакам пиратов. С началом правления династии Цин (середина XVII века) Лантау стал важным стратегическим пунктом обороны дельты реки Чжуцзян. В 1699 году на Лантау в рыбацкой деревне Тайоу был построен храм Ху-Он или Хаувон, посвящённый легендарному полководцу династии Южная Сун. В 1729 году на Лантау был построен форт Фаньлау (позже его перебазировали на место современного форта Тунчхун), в 1783 году выходцы из Хойчжоу, жившие на острове Чхёнчау, в честь избавления от чумы, вспыхнувшей в 1777 году, построили храм Пактай. В 1798 году местные рыбаки построили на острове Пхинчау храм Тяньхоу. В 1813 году рыбаки построили на Чхёнчау храм Хуншин.
Строительство аэропорта и подъездных путей к нему в 90-х годах XX века сильно изменило Чхеклапкок и северную часть Лантау. Острова получили мощный импульс к развитию инфраструктуры, на месте бывшей рыбацкой деревушки началось возведение нового города Тунчхун. В 1998 году состоялось открытие нового международного аэропорта Гонконга, а также железнодорожных и автомобильных дорог, соединивших его с Коулуном и Гонконгом.

## Население
По состоянию на конец 2011 года в округе проживало более 150 тыс. человек (в 2009 году — более 137 тыс. человек). Крупнейшим населённым пунктом является Тунчхун на острове Лантау, остальные жители сконцентрированы на Чхёнчау, Пхинчау, Ламма (Юнсювань и Соккувань), а также в городах Дискавери-Бэй, Тайоу и Муйво на Лантау.

### Религия
На Лантау расположены статуя Тяньтань Будда (или Большого Будды), буддийский монастырь Полинь и католический монастырь ордена траппистов, на Чхёнчау — храмы Пактай и Кван-Кунг. Среди рыбаков и лодочников округа распространён культ высокопочитаемой ими богини Тиньхау (Тяньхоу).

## Органы власти
Окружной совет, который возглавляет Чоу Юктун, состоит из четырёх комитетов: культуры и отдыха; управления имуществом; туризма, сельского хозяйства, рыболовства и окружающей гигиены; движения и транспорта. Секретариат окружного совета базируется в округе Сентрал-энд-Вестерн, а региональные сервисные центры — в Чхёнчау, Муйво и Тунчхуне.

## Экономика
На острове Чхеклапкок расположены Международный аэропорт Гонконга, крупные логистические комплекты (в том числе Супертерминал № 1), штаб-квартиры авиакомпаний Cathay Pacific и Dragonair, выставочный комплекс AsiaWorld-Expo с концертным залом AsiaWorld-Arena, отели «Скайсити Марриотт» и «Ригал».
На острове Ламма расположена теплоэлектростанция компании Hongkong Electric, на острове Лантау — отель «Новотель Ситигейт». Часть местного населения занята в гонконгском Диснейленде, открытом в северо-восточной части Лантау в 2005 году (эта территория относится к округу Чхюньвань).
Во многих прибрежных городках, деревнях и на малых островах округа развиты рыболовство и туризм (особенно пляжный отдых и пешие маршруты с посещением исторических достопримечательностей и рыбных ресторанов, очень популярные среди жителей Гонконга в выходные дни). Наиболее популярными достопримечательностями и туристическими центрами Айлендса являются статуя Большого Будды, монастырь Полинь, канатная дорога Нгонпинг 360 и форт Тунчхун (Лантау), выставочный комплекс AsiaWorld-Expo (Чхеклапкок), пляжи на островах Лантау, Ламма и Чхёнчау (особенно крупнейший пляж Cheung Sha Beach на юге Лантау), рыбацкие деревни Тайоу (Лантау) и Соккувань (Ламма).
В отдельных деревнях сохраняется приусадебное сельское хозяйство (выращивание овощей, фруктов, домашней птицы и свиней).

### Торговля
Крупнейшие торговые центры округа — Citygate, «Фу Тунг» и «Ят Тунг» (Лантау), SkyPlaza (Чхеклапкок). На конечной станции канатной дороги «Нгонпинг 360» расположен торгово-развлекательный комплекс Ngong Ping Market.

## Транспорт
- Международный аэропорт Гонконга, построенный на насыпной территории, был открыт в 1998 году[19].
- Линия MTR Эйрпорт Экспресс, открытая в 1998 году, связывает Международный аэропорт и выставочный комплекс AsiaWorld-Expo с Коулуном и Гонконгом
- Линия MTR Тунчхун, открытая в 1998 году, связывает Лантау с Коулуном и Гонконгом
- Шоссе «Норт Лантау» через цепочку мостов соединяет Международный аэропорт с округами Чхюньвань и Кхуайчхин
- Канатная дорога «Нгонпинг 360» (или Ngong Ping Skyrail), открытая в 2006 году, соединяет Тунчхун с горной деревней Нгонпинг и статуей Большого Будды[20].
- Паромные линии охватывают все населенные острова (крупнейшими операторами являются Fortune Ferry Co.).
- На Лантау существует регулярное автобусное сообщение, которое обслуживают операторы Dragon Bus, CityBus, New Lantao Bus и HKR International (в аэропорту и Тунчхуне построены автобусные терминалы)[21].

## Краткая характеристика крупнейших островов
- Лантау — крупнейший остров Гонконга (площадь — 140 км²), население — более 20 тыс. человек, в основном оно сконцентрировано в Тунчхуне, Муйво, Тайоу, Дискавери-Бэй и вдоль южного побережья острова[22].
- Ламма —
- Чхёнчау —
- Пхинчау —
- Потой —
- Чхеклапкок — на острове, значительно расширенном за счёт намывных территорий, расположены Международный аэропорт Гонконга и комплекс SkyCity (транспортный и торгово-развлекательный центр SkyPlaza, выставочный комплекс AsiaWorld-Expo, гольф-клуб, отель и причал)[19].

## Архитектура
На северном побережье острова Лантау расположен форт Тунчхун, построенный в первой трети XIX века. Во время Второй мировой войны форт был занят японской армией, в 1979 году его причислили к историческим памятникам. В 1988 году была проведена реконструкция стен и других сохранившихся построек форта Тунчхун. На его северной стене сохранились шесть старинных орудий, брошенных ещё в эпоху династии Цин. Недалеко расположены остатки ещё одного форта, ныне известного как Батарея Тунчхун (он был построен на холме в 1817 году как часть крупного оборонительного комплекса). У входа в этот форт сохранилась печь для обжига известняка, датированная периодом династии Тан (VII—X века) и перенесённая сюда с острова Чхеклапкок.
Также в Тунчхуне расположен храм Хаувон, построенный около 1765 года и переживший несколько реконструкций (уникальные элементы его керамического декора были выполнены в начале XX века). Храм служит местом проведения ежегодного праздника, посвящённого данному божеству. Кроме того, в Тунчхуне расположен храм Тхиньхаукхун (Тиньхаукун), изначально построенный в 1823 году на северо-востоке острова Чхеклапкок. В 1991 году, в связи с началом строительства нового аэропорта, храм был разобран и перенесён на своё теперешнее место (он также служит центром проведения ежегодного религиозного праздника, сопровождаемого театральными постановками и парадом). В торгово-развлекательном центре Citygate (Тунчхун) установлен музыкальный фонтан.
На склоне одного из холмов, соседствующих с Тунчхуном, расположен даосский монастырь Луохань. Изначально здесь была пещера, в которой в 1926 году поселился один из монахов. В 60-х годах к нему присоединилась группа других монахов, а в 1974 году был основан и монастырь. Из достопримечательностей Луоханя выделяются 10-метровой высоты главный алтарь, пещера и естественный ручей (также славятся вегетарианские блюда, приготовленные в обители). Также в окрестностях Тунчхуна расположены небольшой храм Сяньтханькумяо, восстановленный в 1970 году, и фрагмент старинной стены Фуншуй.
В Тайоу, который ещё при династии Цин стал процветающим портом и центром рыболовства, сохранились старинные здания полиции (1902 год) и таможни, свайные дома народности танка (оригинальные деревянные дома были уничтожены пожаром и отстроены из современных материалов) и храм Хунсин (1736 год). Также в Тайоу и ближайших окрестностях расположены храм Тиньхау (1722 год), служащий центром проведения ежегодного религиозного праздника, сопровождаемого театральными постановками, храм Кхуаньтай (начало XVI века), храм Хаувон или Ёнхау, славящийся своим колоколом, отлитым в 1699 году, монастырь Лин-Янь, знаменитый своими праздничными вегетарианскими угощениями, буддийско-даосский монастырь Лун-Нгам, обзорный павильон, с которого открываются прекрасные виды на прибрежные пейзажи и аэропорт, старые соляные поля Имтхинь.
В бухте Шаловань расположен храм Паконг (Пхакхон или Хунсин), построенный местными рыбаками в 1774 году. В деревушке Вахан сохранился древний храм Хуакхуон, в 2000 году реконструированный на пожертвования известных артистов кантонской оперы. В деревушке Кхёншань находится храм Кхуньям, реконструированный в 1993 году (он является центром нескольких ежегодных праздников). В деревушке Фанькхуайтхон сохранились остатки голландского торгового поселения времён династии Цин.
На горном плато Нгонпинг (Нгонпхин) расположен крупнейший и один из самых популярных буддийских монастырей Гонконга — Полинь (Пхолинь), основанный в 1924 году. Рядом с ним, на холме Мукъюэ находится бронзовая статуя Большого Будды — одна из главных туристических достопримечательностей Гонконга. Статуя достигает 23 м в высоту и 34 м в ширину (у основания), весит 202 тонны. Перед лестницей, ведущей к статуе, установлена большая тренога, подаренная Гонконгу в 1997 году одним из бизнесменов (её высота — 1,997 м — символизирует год перехода Гонконга под суверенитет Китая, а диаметр — 1,68 м — счастливое число, призванное принести городу процветание в будущем).

## Парки и охраняемые территории
- Парк Южного Лантау
- Парк Северного Лантау
- Сад баугиний в районе Тунчхуна, входящий в популярный среди туристов образовательный тур[45].
- Водохранилище Шэк Пик (Лантау)
- Прибрежная зона Тайоу, где сохранились мангровые заросли и розовые дельфины[8].

## Образование
- Колледж Дискавери (Лантау)

## Культура
В округе очень массово и красочно отмечают Праздник фонарей, Праздник драконьих лодок, Праздник середины осени и Праздник Тиньхоу. Кроме того, здесь популярны локальные Праздник Хаувона на Лантау и Праздник булочек на Чхёнчау. В Тунчхуне при поддержке властей создан общественный сад, где проводятся различные мероприятия в области искусства. В местной кухне доминируют рыба и морепродукты, а рыбные рестораны привлекают многочисленных посетителей со всего Гонконга.

### Музеи и галереи
В монастыре Полинь (Лантау) работает постоянная выставка древних буддийских документов и книг. У подножия статуи Большого Будды расположен выставочный зал, в котором демонстрируются книги, картины и другие буддийские реликвии. В форте Тунчхун в 2001 году открылся Музей предметов старины.

## Спорт
На Лантау расположены несколько первоклассных гольф-клубов, а также несколько стоянок для яхт, клуб парусного спорта и клуб регби.